# Diana Scarisbrick
Diana Scarisbrick (* 10. August 1928 in Echuca, Australien; † 30. Dezember 2024) war eine britische Kunsthistorikerin und Historikerin, die auf kleinformatige Kunstwerke, insbesondere Schmuck und ganz besonders Werke der Glyptik, spezialisiert war.

## Leben und Leistungen
Diana Scarisbrick studierte Geschichte. Sie war schon früh als Kind von Kunst beeindruckt. Als Initialzündung für ihr Interesse gab sie selbst den Moment an, als sie im Alter von neun Jahren das von Eric Kennington geschaffene Grabmonument (Gisant) von T. E. Lawrence in der St Martin’s Church in Wareham sah. Ihr kunsthistorisches Interesse an Schmuck erwachte jedoch erst in den 1970er Jahren, da ihr Mann ein leidenschaftlicher Sammler von Fingerringen war und Scarisbrick sich zunehmend für die weitergehenden Informationen zu den Schmuckstücken interessierte. Ihre ersten Studien führte sie beim Juwelier S. J. Philips in London durch. Seitdem publizierte sie 20 Monografien – viele davon Kataloge – und galt als Koryphäe auf dem Gebiet der Juwelenforschung. Sie veröffentlichte etwa zum schottischen Schmuck Königin Victorias, von Anna von Dänemark sowie der Schmucksammlung von Henry Howard, 4. Earl of Carlisle. Sie forschte zum Schmuck in der Tudor- und Jakobnischen Zeit und legte grundsätzliche Arbeiten zu Porträtjuwelen und zu Fingerringen vor. Darüber hinaus forschte sie auch als Historikerin und verfasste etwa gemeinsam mit Benjamin Zucker eine Biografie von Elihu Yale, der auch ein bedeutender Kunstsammler seiner Zeit war. Zudem untersuchte sie die Provenienz eines Stundenbuches, das ehemals Franz I. von Frankreich gehörte und nun Teil der Sammlung des Louvre ist. Als Kuratorin verantwortete Scarisbrick mehrere Ausstellungen in Großbritannien, den Vereinigten Staaten und Japan, darunter 2000 eine zu Tiaras im Museum of Fine Arts in Boston und 2008 The Art of Gem Engraving. From Alexander the Great to Napoleon III in Japan.
Scarisbrick war Wissenschaftliche Mitarbeiterin (Research Associate) des Beazley Archive an der University of Oxford. Gemeinsam mit John Boardman und Claudia Wagner hat sie hier mehrere Monografien zu alten britischen Sammlungen geschnittener Steine veröffentlicht (The Philip Wilson Gems and Jewellery Series). 1987 wurde sie zum Mitglied (Fellow) der Society of Antiquaries of London gewählt. Seit 2018 befindet sich eine Fotografie Scarisbricks von Carla van de Puttelaar in der Sammlung der National Portrait Gallery in London, wo sie sich in der Themenausstellung Contemporary Women in the Arts befindet. 2022 wurde ihr aus Anlass ihres 94. Geburtstages eine Festschrift gewidmet.

## Publikationen (Auswahl)
- Ancestral Jewels. Treasures of British Aristocracy. Rizzoli International Publications, New York 1990, ISBN 0-86565-119-1.
- Tudor and Jacobean Jewellery. Tate, London 1995, ISBN 1-85437-158-4.
- Tiara. Chronicle Books, San Francisco 2000, ISBN 0-8118-2717-8.
- mit Martin Henig: Finger Rings. From Ancient to Modern (= Ashmolean Handbooks). Ashmolean Museum, Oxford 2003, ISBN 1-85444-167-1.
- Timeless Tiaras. Chaumet from 1804 to the Present. Assouline, New York 2003, ISBN 2-84323-347-X.
- Rings. Jewelry of Power, Love and Loyalty. Thames & Hudson, London 2007, ISBN 978-0-500-29112-2.
- A Heart of Gold. Jewels of Sentiment. Paris 2008.
- Scottish Jewellery. A Victorian Passion. Five Continents, London 2009, ISBN 978-88-7439-524-8.
- mit Claudia Wagner, John Boardman und Erika Zwierlein-Diehl: The Marlborough Gems. Formerly at Blenheim Palace, Oxfordshire. Oxford University Press, Oxford 2009, ISBN 978-0-19-923751-7.
- Portrait Jewels. Opulence and Intimacy from the Medici to the Romanovs. Thames & Hudson, London 2011, ISBN 978-0-500-51557-0.
- mit Benjamin Zucker: Elihu Yale. Merchant, Collector & Patron. Thames & Hudson, London 2014, ISBN 978-0-500-51726-0.
- mit Claudia Wagner und John Boardman: The Guy Ladrière Collection of Gems and Rings (= The Philip Wilson Gems and Jewellery Series). Philip Wilson Publishers, London 2015, ISBN 978-1-78130-039-8.
- mit Claudia Wagner und John Boardman: The Beverley Collection of Gems at Alnwick Castle (= The Philip Wilson Gems and Jewellery Series). Philip Wilson Publishers, London 2017, ISBN 978-1-78130-044-2.
- Diamond Jewelry. 700 Years of Glory and Glamour. Thames & Hudson, London 2019, ISBN 978-0-500-02150-7.
- Margaret de Flahaut (1788–1867). A Scotswoman at the French Court (John Adamson, Cambridge 2019) ISBN 978-1-898565-16-1.[7]
- I Like My Choyse. Posy Rings from the Griffin Collection (= Griffin Collection. Band 1). Paul Holberton Publishing, London 2021, ISBN 978-1-912168-21-7.
- The Art of the Ring. Highlights from the Griffin Collection (= Griffin Collection. Band 2). Paul Holberton Publishing, London 2024, ISBN 978-1-915401-06-9.

## Belege
1. ↑  SJH News. In: The Society of Jewellery Historians. Abgerufen am 7. Januar 2025 (englisch).
2. ↑  Elihu Yale, nabob. Abgerufen am 8. Januar 2024 (englisch).
3. ↑  Diana Scarisbrick: Tiara. Chronicle Books, 2000, ISBN 0-8118-2717-8 (google.com [abgerufen am 8. Januar 2024]).
4. ↑  Diana Scarisbrick: Scottish Jewellery: A Victorian Passion. 1. Auflage. 5Continents, Milan 2009, ISBN 978-88-7439-524-8 (amazon.de [abgerufen am 8. Januar 2024]).
5. ↑  Diana Scarisbrick - National Portrait Gallery. Abgerufen am 8. Januar 2024 (englisch).
6. ↑  Liber Amicorum in Honour of Diana Scarisbrick. A Life in Jewels. Abgerufen am 8. Januar 2024 (englisch).
7. ↑  Margaret de Flahaut (1788–1867): A Scotswoman at the French Court Abgerufen am 10. Januar 2025 (englisch).

| Personendaten    | Personendaten               |
| ---------------- | --------------------------- |
| NAME             | Scarisbrick, Diana          |
| KURZBESCHREIBUNG | britische Kunsthistorikerin |
| GEBURTSDATUM     | 10. August 1928             |
| GEBURTSORT       | Echuca, Australien          |
| STERBEDATUM      | 30. Dezember 2024           |